# Канделаро
Канделаро (итал. Candelaro) — река на юго-востоке Италии, на севере Апулии, на крайнем юго-востоке Апеннинского полуострова. Берёт исток у Сан-Паоло-ди-Чивитате к северо-западу от приподнятого в четвертичный период куполообразного массива Гаргано, занимающего полуостров Гаргано, вдающийся в Адриатическое море и спускающийся крутым обрывом к обширной слабовсхолмлённой заболоченной низменности Таволиере. Течёт по Таволиере в направлении на юго-восток. Впадает в залив Манфредония Адриатического моря, к югу от порта Манфредония. Длина около 70 км. Площадь водосбора 2300 км². Средняя высота бассейна 195 м (от 0 до 1142 м) над уровнем моря.
Правые притоки: Триоло, Сальсола и Челоне.
Бассейн Канделаро в основном используется для ведения сельского хозяйства с преобладанием орошаемого земледелия. Характеризуется развитой ирригационной сетью, дальнейшее развитие которой встречает противодействие защитников природы. Конфликты связаны также с водораспределением в засушливый летний период.
Среднегодовые эрозионные потери почвы на пахотных землях в бассейне Канделаро составляют 0,87 т/га, в то время как осенние месяцы были отмечены как наиболее эрозионно-опасные, при этом средняя скорость эрозии достигала максимума 0,12 т/га в сентябре.
Основными сельскохозяйственными продуктами в равнинной части бассейна являются твёрдая пшеница, помидоры, сахарная свекла, оливки и виноград. В горной части бассейна распространены естественные и искусственные леса и пастбища.
Таволиере находится в одном из самых сухих районов Италии и получает среднегодовое количество осадков менее 500 мм. Гидрологический режим Канделаро сильно зависит от осадков. В летние месяцы сток низкий либо нулевой с возникновением изолированных поверхностных водоёмов. Режим быстро меняется во время или вскоре после дождя. Частые паводки с июня по сентябрь.
У города Фоджа находился древний город Арпи. На северо-западе городская стена примыкала к реке Челоне, служившей естественным рубежом.
На левом берегу Челоне перед Второй мировой войной построен аэродром Челоне Военно-воздушных сил Италии. После начала войны здесь базировалась эскадрилья люфтваффе. После капитуляции Италии 8 сентября 1943 года захвачен люфтваффе в ходе операции «Ось», однако уже 25 сентября покинут, а вскоре занят англичанами в ходе Итальянской кампании. Аэродром был базой 15-й воздушной армии США до 1945 года.